# ماري ديلغادو
ماري ديلغادو (بالإسبانية: Mary Delgado)‏ هي ممثلة إسبانية، ولدت في 8 أكتوبر 1916 بمدريد في إسبانيا، وتوفيت في 13 أبريل 1984 في إسبانيا.

## وصلات خارجية
- ماري ديلغادو على موقع IMDb (الإنجليزية)
- ماري ديلغادو على موقع قاعدة بيانات الفيلم (الإنجليزية)